# 沃代讷
沃代讷（法語：Vedène，法語發音：[vədɛn]）是法国普罗旺斯-阿尔卑斯-蓝色海岸大区沃克吕兹省的一个市镇，位于该省西南部，属于阿维尼翁区和大阿维尼翁城市圈公共社区。

## 地理
沃代讷（43°58'39"N, 4°54'11"E）面积11.18 平方千米，位于法国普罗旺斯-阿尔卑斯-蓝色海岸大区沃克吕兹省，该省份为法国东南部内陆省份，北起德龙省，西北接阿尔代什省，西接加尔省，南至罗讷河口省，东南角与瓦尔省接壤，东临上普罗旺斯阿尔卑斯省。
与沃代讷接壤的市镇（或旧市镇、城区）包括：索尔格、索尔格河畔昂特赖格、莫里耶尔-莱萨维尼翁、勒蓬泰、圣萨蒂南-莱萨维尼翁。

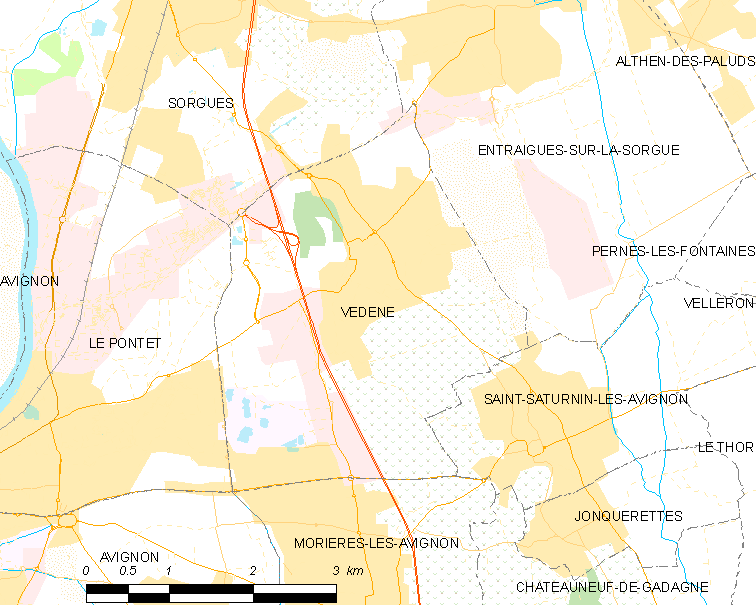
沃代讷的OSM定位图

沃代讷的时区为UTC+01:00、UTC+02:00（夏令时）。

## 行政
沃代讷的邮政编码为84270，INSEE市镇编码为84141。

## 政治
沃代讷所属的省级选区为勒蓬泰县。

## 人口

1962-2008年间沃代讷人口变化图示

沃代讷于2022年1月1日时的人口数量为11799人。